# Kvalifikace na Mistrovství světa ve fotbale 1954

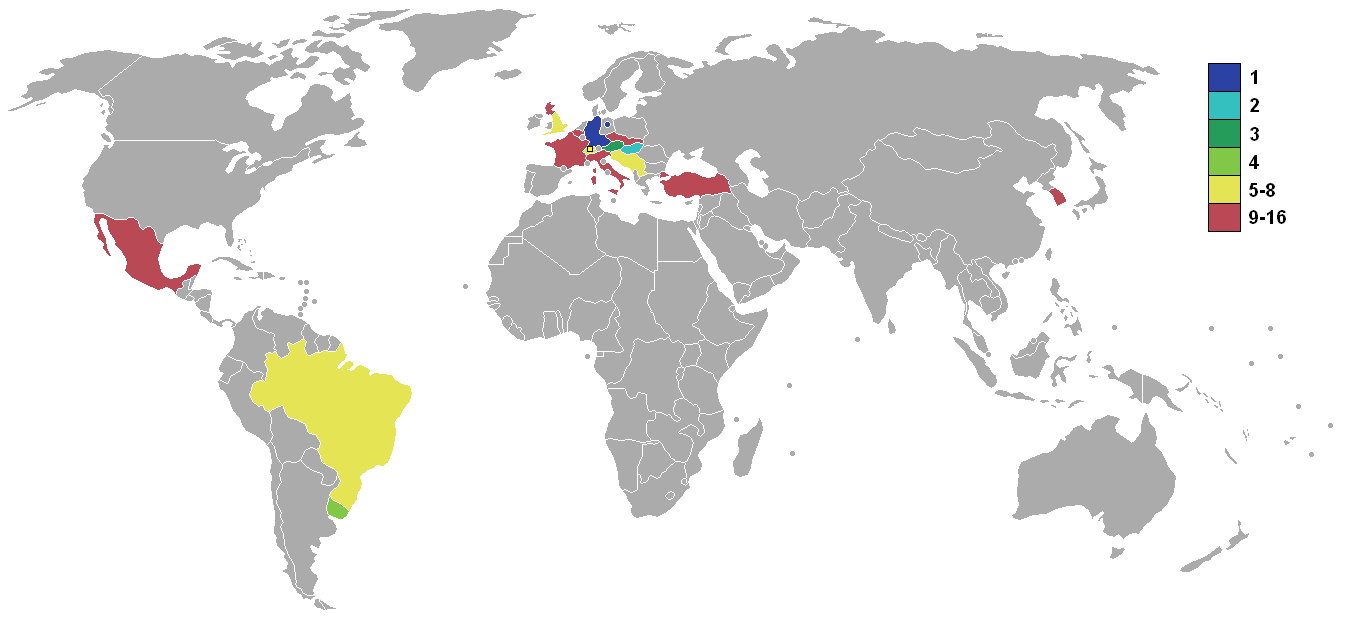
Kvalifikované země

Celkem 37 týmů vstoupilo do kvalifikace o Mistrovství světa ve fotbale 1954 a bojovalo o 14 míst na závěrečném turnaji. Obhájci titulu - Uruguay a hostitelské Švýcarsko měli účast jistou.
Týmy byly rozděleny do 13 skupin na základě geografických kritérií následovně:
- Skupiny 1 až 10 - Evropa: 11 místenek, o které bojovalo 27 týmů včetně Egypta a Izraele.
- Skupiny 11 a 12 - Severní a Jižní Amerika: 2 místenky, o které bojovalo 7 týmů.
- Skupina 13 - Asie: 1 místo, o které bojovaly 3 týmy.

Celkem 33 týmů sehrálo alespoň jeden kvalifikační zápas. Bylo jich sehráno 57 a padlo v nich 208 branek (3,65 na zápas).

## Formát
- Skupiny 1, 2, 4, 8 a 10 měly každá 3 týmy, které se utkaly dvoukolově každý s každým. Vítěz postoupil.
- Skupina 3 měla 4 týmy. Ty se utkaly jednokolově každý s každým a první dva týmy postoupily.
- Skupiny 5, 6, 7 a 9 měly každá 2 týmy. Ty se utkaly doma a venku a vítězové postoupili.
- Skupina 11 měla 4 týmy. Ty se utkaly dvoukolově každý s každým a vítěz postoupil.
- Skupina 12 měla 3 týmy. Ty se utkaly dvoukolově každý s každým a vítěz postoupil.
- Skupina 13 měla 3 týmy. Ale Tchaj-wan se na poslední chvíli odhlásil, a tak se zbylé dva celky utkaly doma a venku a vítěz postoupil.

### Skupina 1
| Poř. | Tým    | B | Z | V | R | P | VG | IG | +/- |
| ---- | ------ | - | - | - | - | - | -- | -- | --- |
| 1    | SRN    | 7 | 4 | 3 | 1 | 0 | 12 | 3  | +9  |
| 2    | Sársko | 3 | 4 | 1 | 1 | 2 | 4  | 8  | -4  |
| 3    | Norsko | 2 | 4 | 0 | 2 | 2 | 4  | 9  | -5  |

| 24. června 1953        |        |                                |                                                            |
| Norsko                 | 2 – 3  | Sársko                         | Bislett Stadion, Oslo rozhodčí: J. Bronkhorst (Nizozemsko) |
| Thoresen 3' Dahlen 15' | Report | Binkert 16' Otto 30' Siedl 55' | Bislett Stadion, Oslo rozhodčí: J. Bronkhorst (Nizozemsko) |

| 19. srpna 1953 |        |               |                                                            |
| Norsko         | 1 – 1  | SRN           | Ullevaal Stadion, Oslo rozhodčí: W. B. Aussum (Nizozemsko) |
| Hennum 41'     | Report | F. Walter 44' | Ullevaal Stadion, Oslo rozhodčí: W. B. Aussum (Nizozemsko) |

| 11. října 1953              |        |        |                                                                                     |
| SRN                         | 3 – 0  | Sársko | Neckarstadion, Stuttgart, Západní Německo rozhodčí: Karel van der Meer (Nizozemsko) |
| Morlock 13', 51' Schade 71' | Report |        | Neckarstadion, Stuttgart, Západní Německo rozhodčí: Karel van der Meer (Nizozemsko) |

| 8. listopadu 1953 |        |        |                                                                 |
| Sársko            | 0 – 0  | Norsko | Ludwigsparkstadion, Saarbrücken rozhodčí: Leo Horn (Nizozemsko) |
|                   | Report |        | Ludwigsparkstadion, Saarbrücken rozhodčí: Leo Horn (Nizozemsko) |

| 22. listopadu 1953                                    |        |             |                                                          |
| SRN                                                   | 5 – 1  | Norsko      | Volksparkstadion, Hamburk rozhodčí: Archer Luty (Anglie) |
| Morlock 27', 63' O. Walter 69' F. Walter 80' Rahn 86' | Report | Nordahl 26' | Volksparkstadion, Hamburk rozhodčí: Archer Luty (Anglie) |

| 28. března 1954   |        |                              |                                                                      |
| Sársko            | 1 – 3  | SRN                          | Ludwigsparkstadion, Saarbrücken rozhodčí: J. Bronkhorst (Nizozemsko) |
| Martin 67' (pen.) | Report | Morlock 37', 51' Schäfer 83' | Ludwigsparkstadion, Saarbrücken rozhodčí: J. Bronkhorst (Nizozemsko) |

SRN se kvalifikovala.

### Skupina 2
| Poř. | Tým     | B | Z | V | R | P | VG | IG | +/- |
| ---- | ------- | - | - | - | - | - | -- | -- | --- |
| 1    | Belgie  | 7 | 4 | 3 | 1 | 0 | 11 | 6  | +5  |
| 2    | Švédsko | 3 | 4 | 1 | 1 | 2 | 9  | 8  | +1  |
| 3    | Finsko  | 2 | 4 | 0 | 2 | 2 | 7  | 13 | -6  |

| 25. května 1953     |        |                               |                                   |
| Finsko              | 2 – 4  | Belgie                        | Helsinky rozhodčí: Helge (Dánsko) |
| Lehtovirta 49', 75' | Report | Coppens 4', 26', 83' Anoul 9' | Helsinky rozhodčí: Helge (Dánsko) |

| 28. května 1953             |        |                                          |                                     |
| Švédsko                     | 2 – 3  | Belgie                                   | Stockholm rozhodčí: Mowat (Skotsko) |
| Berndtsson 20' Selmsson 26' | Report | Anoul 28' Straetmans 37' Lemberechts 40' | Stockholm rozhodčí: Mowat (Skotsko) |

| 5. srpna 1953                           |        |                             |                                      |
| Finsko                                  | 3 – 3  | Švédsko                     | Helsinky rozhodčí: Baalstad (Norsko) |
| Lehtovirta 63' Lahtinen 67' Rikberg 70' | Report | Sandell 9', 71' Persson 23' | Helsinky rozhodčí: Baalstad (Norsko) |

| 16. srpna 1953                           |        |        |                                       |
| Švédsko                                  | 4 – 0  | Finsko | Stockholm rozhodčí: Asmussen (Dánsko) |
| Sandberg 22' Sandell 24', 61' Sandin 56' | Report |        | Stockholm rozhodčí: Asmussen (Dánsko) |

| 23. září 1953  |        |                          |                                          |
| Belgie         | 2 – 2  | Finsko                   | Brusel, rozhodčí: Baumberger (Švýcarsko) |
| Bollen 25' 75' | Report | Lahtinen 83' Vaihela 90' | Brusel, rozhodčí: Baumberger (Švýcarsko) |

| 8. října 1953        |        |         |                                        |
| Belgie               | 2 – 0  | Švédsko | Brusel rozhodčí: Schipper (Nizozemsko) |
| Coppens 23' Mees 49' | Report |         | Brusel rozhodčí: Schipper (Nizozemsko) |

Belgie se kvalifikovala.

### Skupina 3
| Poř. | Tým           | B | Z | V | R | P | VG | IG | +/- |
| ---- | ------------- | - | - | - | - | - | -- | -- | --- |
| 1    | Anglie        | 6 | 3 | 3 | 0 | 0 | 11 | 4  | +7  |
| 2    | Skotsko       | 3 | 3 | 1 | 1 | 1 | 8  | 8  | 0   |
| 3    | Severní Irsko | 2 | 3 | 1 | 0 | 2 | 4  | 7  | -3  |
| 4    | Wales         | 1 | 3 | 0 | 1 | 2 | 5  | 9  | -4  |

| 3. října 1953       |        |                                |                                                              |
| Severní Irsko       | 1 – 3  | Skotsko                        | Windsor Park, Belfast rozhodčí: Arthur Edward Ellis (Anglie) |
| Lockhart 72' (pen.) | Report | Fleming 47', 69' Henderson 89' | Windsor Park, Belfast rozhodčí: Arthur Edward Ellis (Anglie) |

| 10. října 1953 |        |                                     |                                                            |
| Wales          | 1 – 4  | Anglie                              | Ninian Park, Cardiff rozhodčí: Charles Faultless (Skotsko) |
| Allchurch 22'  | Report | Wilshaw 45', 49' Lofthouse 52', 53' | Ninian Park, Cardiff rozhodčí: Charles Faultless (Skotsko) |

| 4. listopadu 1953                  |        |                                |                                                                 |
| Skotsko                            | 3 – 3  | Wales                          | Hampden Park, Glasgow rozhodčí: Thomas Mitchell (Severní Irsko) |
| Brown 19' Johnstone 42' Reilly 58' | Report | Charles 49', 88' Allchurch 73' | Hampden Park, Glasgow rozhodčí: Thomas Mitchell (Severní Irsko) |

| 11. listopadu 1953             |        |               |                                                         |
| Anglie                         | 3 – 1  | Severní Irsko | Goodison Park, Liverpool rozhodčí: Robert Smith (Wales) |
| Hassall 10', 60' Lofthouse 75' | Report | McMorran 54'  | Goodison Park, Liverpool rozhodčí: Robert Smith (Wales) |

| 31. března 1954 |        |                   |                                                                  |
| Wales           | 1 – 2  | Severní Irsko     | Racecourse Ground, Wrexham rozhodčí: Charles Faultless (Skotsko) |
| Charles 80'     | Report | McParland 1', 52' | Racecourse Ground, Wrexham rozhodčí: Charles Faultless (Skotsko) |

| 3. dubna 1954       |        |                                               |                                                                 |
| Skotsko             | 2 – 4  | Anglie                                        | Hampden Park, Glasgow rozhodčí: Thomas Mitchell (Severní Irsko) |
| Brown 7' Ormond 89' | Report | Broadis 13' Nicholls 50' Allen 68' Mullen 83' | Hampden Park, Glasgow rozhodčí: Thomas Mitchell (Severní Irsko) |

Anglie a Skotsko se kvalifikovali.

### Skupina 4
| Poř. | Tým         | B | Z | V | R | P | VG | IG | +/- |
| ---- | ----------- | - | - | - | - | - | -- | -- | --- |
| 1    | Francie     | 8 | 4 | 4 | 0 | 0 | 20 | 4  | +16 |
| 2    | Irsko       | 4 | 4 | 2 | 0 | 2 | 8  | 6  | +2  |
| 3    | Lucembursko | 0 | 4 | 0 | 0 | 4 | 1  | 19 | -18 |

| 20. září 1953 |        |                                                                   |                                            |
| Lucembursko   | 1 – 6  | Francie                                                           | Lucemburk rozhodčí: Dörflinger (Švýcarsko) |
| Kohn 6'       | Report | Piantoni 5' Kopa 10' Cicci 41' Glovacki 44' Kargu 73' Flamion 88' | Lucemburk rozhodčí: Dörflinger (Švýcarsko) |

| 4. října 1953                           |        |                                                       |                                   |
| Irsko                                   | 3 – 5  | Francie                                               | Dublin rozhodčí: Franken (Belgie) |
| Ryan 58' (pen.) Walsh 83' O'Farrell 88' | Report | Glovacki 23' Penverne 40' Ujlaki 50', 69' Flamion 72' | Dublin rozhodčí: Franken (Belgie) |

| 28. října 1953                                   |        |             |                                |
| Irsko                                            | 4 – 0  | Lucembursko | Dublin rozhodčí: Bond (Anglie) |
| Fitzsimons 14' 83' Ryan 48' (pen.) Eglington 59' | Report |             | Dublin rozhodčí: Bond (Anglie) |

| 25. listopadu 1953 |        |       |                                     |
| Francie            | 1 – 0  | Irsko | Paříž rozhodčí: Van Nuffel (Belgie) |
| Piantoni 73'       | Report |       | Paříž rozhodčí: Van Nuffel (Belgie) |

| 27. prosince 1953                                                  |        |             |                                   |
| Francie                                                            | 8 – 0  | Lucembursko | Paříž rozhodčí: Roeykens (Belgie) |
| Desgranges 2', 88' Vincent 6', 10' Fontaine 21', 75', 80' Foix 57' | Report |             | Paříž rozhodčí: Roeykens (Belgie) |

| 7. března 1954 |        |             |                                        |
| Lucembursko    | 0 – 1  | Irsko       | Lucemburk rozhodčí: Ausum (Nizozemsko) |
|                | Report | Cummins 67' | Lucemburk rozhodčí: Ausum (Nizozemsko) |

Francie se kvalifikovala.

### Skupina 5
| Poř. | Tým         | B | Z | V | R | P | VG | IG | +/- |
| ---- | ----------- | - | - | - | - | - | -- | -- | --- |
| 1    | Rakousko    | 3 | 2 | 1 | 1 | 0 | 9  | 1  | +8  |
| 2    | Portugalsko | 1 | 2 | 0 | 1 | 1 | 1  | 9  | -8  |

| 27. září 1953                                                                 |        |                |                                  |
| Rakousko                                                                      | 9 – 1  | Portugalsko    | Vídeň rozhodčí: Bauwens (Belgie) |
| Probst 14' 19' 31' 59' 70' Dienst 87' Wagner 83' Ocwirk 13' Happel 68' (pen.) | Report | José Águas 60' | Vídeň rozhodčí: Bauwens (Belgie) |

| 29. listopadu 1953 |        |          |                                    |
| Portugalsko        | 0 – 0  | Rakousko | Lisabon rozhodčí: Harzic (Francie) |
|                    | Report |          | Lisabon rozhodčí: Harzic (Francie) |

Rakousko se kvalifikovalo.

### Skupina 6
| Poř. | Tým       | B | Z | V | R | P | VG | IG | +/- |
| ---- | --------- | - | - | - | - | - | -- | -- | --- |
| 1=   | Španělsko | 2 | 2 | 1 | 0 | 1 | 4  | 2  | +2  |
| 1=   | Turecko   | 2 | 2 | 1 | 0 | 1 | 2  | 4  | -2  |

| 6. ledna 1954                                  |        |           |                                       |
| Španělsko                                      | 4 – 1  | Turecko   | Madrid rozhodčí: Vincentini (Francie) |
| Venancio 13' Gaínza 48' Alsua 65' González 49' | Report | Recep 31' | Madrid rozhodčí: Vincentini (Francie) |

| 14. března 1954 |        |           |                                        |
| Turecko         | 1 – 0  | Španělsko | Istanbul rozhodčí: Schmetzer (Německo) |
| Burhan 16'      | Report |           | Istanbul rozhodčí: Schmetzer (Německo) |

Španělsko i Turecko mělo stejný počet bodů, a tak rozhodl zápas na neutrální půdě.
| 17. března 1954     |                   |                          |                                 |
| Turecko             | 2 – 2 (po prodl.) | Španělsko                | Řím rozhodčí: Bernardi (Itálie) |
| Burhan 25' Suat 64' | Report            | Arteche 11' Escudero 78' | Řím rozhodčí: Bernardi (Itálie) |

O postupujícím se nerozhodlo, a tak bylo jako postupující vylosováno Turecko.

### Skupina 7
| Poř. | Tým      | B             | Z             | V             | R             | P             | VG            | IG            | +/-           |
| ---- | -------- | ------------- | ------------- | ------------- | ------------- | ------------- | ------------- | ------------- | ------------- |
| 1    | Maďarsko | kvalifikováno | kvalifikováno | kvalifikováno | kvalifikováno | kvalifikováno | kvalifikováno | kvalifikováno | kvalifikováno |
| —    | Polsko   | odhlášeno     | odhlášeno     | odhlášeno     | odhlášeno     | odhlášeno     | odhlášeno     | odhlášeno     | odhlášeno     |

Polsko se odhlásilo, a tak Maďarsko postoupilo bez boje.

### Skupina 8
| Poř. | Tým            | B | Z | V | R | P | VG | IG | +/- |
| ---- | -------------- | - | - | - | - | - | -- | -- | --- |
| 1    | Československo | 7 | 4 | 3 | 1 | 0 | 5  | 1  | +4  |
| 2    | Rumunsko       | 4 | 4 | 2 | 0 | 2 | 5  | 5  | 0   |
| 3    | Bulharsko      | 1 | 4 | 0 | 1 | 3 | 3  | 7  | -4  |

| 14. června 1953     |        |          |                                 |
| Československo      | 2 – 0  | Rumunsko | Praha rozhodčí: Pósa (Maďarsko) |
| Crha 52' Lascov 67' | Report |          | Praha rozhodčí: Pósa (Maďarsko) |

| 28. června 1953              |        |           |                                                                                              |
| Rumunsko                     | 3 – 1  | Bulharsko | 23. srpna Stadium, Bukurešť diváci: 60 000 rozhodčí: Schulz (Německá demokratická republika) |
| Petschovski 20', 30' Ede 82' | Report | Kolev 53' | 23. srpna Stadium, Bukurešť diváci: 60 000 rozhodčí: Schulz (Německá demokratická republika) |

| 6. září 1953      |        |                |                                                                                      |
| Bulharsko         | 1 – 2  | Československo | Národní stadion Vasil Levski, Sofie diváci: 40 000 rozhodčí: Aleksandrowicz (Polsko) |
| Bojkov 55' (pen.) | Report | Vlk 5', 40'    | Národní stadion Vasil Levski, Sofie diváci: 40 000 rozhodčí: Aleksandrowicz (Polsko) |

| 11. října 1953 |        |                          |                                                                                |
| Bulharsko      | 1 – 2  | Rumunsko                 | Národní stadion Vasil Levski, Sofie diváci: 40 000 rozhodčí: Dorogi (Maďarsko) |
| Kolev 28'      | Report | Serfózó 27' Calinoui 52' | Národní stadion Vasil Levski, Sofie diváci: 40 000 rozhodčí: Dorogi (Maďarsko) |

| 25. října 1953 |        |                     |                                                            |
| Rumunsko       | 0 – 1  | Československo      | Bukurešť rozhodčí: Schulz (Německá demokratická republika) |
|                | Report | Šafránek 38' (pen.) | Bukurešť rozhodčí: Schulz (Německá demokratická republika) |

| 8. listopadu 1953 |        |           |                                                                                   |
| Československo    | 0 – 0  | Bulharsko | Tehelné pole, Bratislava diváci: 30 000 rozhodčí: Chkhatarashvili (Sovětský svaz) |
|                   | Report |           | Tehelné pole, Bratislava diváci: 30 000 rozhodčí: Chkhatarashvili (Sovětský svaz) |

Československo se kvalifikovalo.

### Skupina 9
| Poř. | Tým    | B | Z | V | R | P | VG | IG | +/- |
| ---- | ------ | - | - | - | - | - | -- | -- | --- |
| 1    | Itálie | 4 | 2 | 2 | 0 | 0 | 7  | 2  | +5  |
| 2    | Egypt  | 0 | 2 | 0 | 0 | 2 | 2  | 7  | -5  |

| 13. listopadu 1953  |       |                             |                                     |
| Egypt               | 1 – 2 | Itálie                      | Káhira rozhodčí: Steiner (Rakousko) |
| Mohamed Ad-Diba 33' |       | Frignani 62' Muccinelli 79' | Káhira rozhodčí: Steiner (Rakousko) |

| 24. ledna 1954                                            |       |            |                                   |
| Itálie                                                    | 5 – 1 | Egypt      | Milán rozhodčí: Horn (Nizozemsko) |
| Pandolfini 1' Frignani 62' Boniperti 65', 86' Ricagni 84' |       | El-Din 32' | Milán rozhodčí: Horn (Nizozemsko) |

Itálie se kvalifikovala.

### Skupina 10
| Poř. | Tým        | B | Z | V | R | P | VG | IG | +/- |
| ---- | ---------- | - | - | - | - | - | -- | -- | --- |
| 1    | Jugoslávie | 8 | 4 | 4 | 0 | 0 | 4  | 0  | +4  |
| 2    | Řecko      | 4 | 4 | 2 | 0 | 2 | 3  | 2  | +1  |
| 3    | Izrael     | 0 | 4 | 0 | 0 | 4 | 0  | 5  | -5  |

| 9. května 1953 |        |       |                                       |
| Jugoslávie     | 1 – 0  | Řecko | Bělehrad rozhodčí: Steiner (Rakousko) |
| Matošić 71'    | Report |       | Bělehrad rozhodčí: Steiner (Rakousko) |

| 1. listopadu 1953 |        |        |                                 |
| Řecko             | 1 – 0  | Izrael | Atény rozhodčí: Massai (Itálie) |
| Bembis 52'        | Report |        | Atény rozhodčí: Massai (Itálie) |

| 8. listopadu 1953 |        |        |                                   |
| Jugoslávie        | 1 – 0  | Izrael | Skopje rozhodčí: Alsteen (Belgie) |
| Milutinović 3'    | Report |        | Skopje rozhodčí: Alsteen (Belgie) |

| 8. března 1954 |        |                            |                                           |
| Izrael         | 0 – 2  | Řecko                      | Tel Aviv rozhodčí: Buchmüller (Švýcarsko) |
|                | Report | Kokkinakis 61' Kamaras 83' | Tel Aviv rozhodčí: Buchmüller (Švýcarsko) |

| 21. března 1954 |        |            |                                   |
| Izrael          | 0 – 1  | Jugoslávie | Tel Aviv rozhodčí: Leafe (Anglie) |
|                 | Report | Zebec 80'  | Tel Aviv rozhodčí: Leafe (Anglie) |

| 28. března 1954 |        |                 |                                   |
| Řecko           | 0 – 1  | Jugoslávie      | Atény rozhodčí: Rufli (Švýcarsko) |
|                 | Report | Veselinović 50' | Atény rozhodčí: Rufli (Švýcarsko) |

Jugoslávie se kvalifikovala.

### Skupina 11
| Poř. | Tým      | B         | Z         | V         | R         | P         | VG        | IG        | +/-       |
| ---- | -------- | --------- | --------- | --------- | --------- | --------- | --------- | --------- | --------- |
| 1    | Brazílie | 8         | 4         | 4         | 0         | 0         | 8         | 1         | +7        |
| 2    | Paraguay | 4         | 4         | 2         | 0         | 2         | 8         | 6         | +2        |
| 3    | Chile    | 0         | 4         | 0         | 0         | 4         | 1         | 10        | -9        |
| —    | Peru     | odhlášeno | odhlášeno | odhlášeno | odhlášeno | odhlášeno | odhlášeno | odhlášeno | odhlášeno |

| 14. února 1954                                      |       |       |                                       |
| Paraguay                                            | 4 – 0 | Chile | Asunción rozhodčí: Steiner (Rakousko) |
| Lugo 38' S. Parodi 69' Hermosilla 71' J. Parodi 77' |       |       | Asunción rozhodčí: Steiner (Rakousko) |

| 21. února 1954 |       |                            |                                         |
| Chile          | 1 – 3 | Paraguay                   | Santiago rozhodčí: Vincentini (Francie) |
| Robledo 16'    |       | Lugo 17' 63' J. Parodi 84' | Santiago rozhodčí: Vincentini (Francie) |

| 28. února 1954 |       |                  |                                         |
| Chile          | 0 – 2 | Brazílie         | Santiago rozhodčí: Vincentini (Francie) |
|                |       | Baltazar 38' 63' | Santiago rozhodčí: Vincentini (Francie) |

| 7. března 1954 |       |              |                                       |
| Paraguay       | 0 – 1 | Brazílie     | Asunción rozhodčí: Steiner (Rakousko) |
|                |       | Baltazar 52' | Asunción rozhodčí: Steiner (Rakousko) |

| 14. března 1954 |       |       |                                             |
| Brazílie        | 1 – 0 | Chile | Rio de Janeiro rozhodčí: Steiner (Rakousko) |
| Baltazar 35'    |       |       | Rio de Janeiro rozhodčí: Steiner (Rakousko) |

| 21. března 1954                           |       |          |                                               |
| Brazílie                                  | 4 – 1 | Paraguay | Rio de Janeiro rozhodčí: Vincentini (Francie) |
| Julinho 60' 85' Baltazar 62' Maurinho 90' |       |          | Rio de Janeiro rozhodčí: Vincentini (Francie) |

Brazílie se kvalifikovala.

### Skupina 12
| Poř. | Tým    | B | Z | V | R | P | VG | IG | +/- |
| ---- | ------ | - | - | - | - | - | -- | -- | --- |
| 1    | Mexiko | 8 | 4 | 4 | 0 | 0 | 19 | 1  | +18 |
| 2    | USA    | 4 | 4 | 2 | 0 | 2 | 7  | 9  | -2  |
| 3    | Haiti  | 0 | 4 | 0 | 0 | 4 | 2  | 18 | -16 |

| 19. července 1953                                                |       |       |                                              |
| Mexiko                                                           | 8 – 0 | Haiti | Ciudad de México rozhodčí: Crawford (Anglie) |
| Balcazar 23', 26', 76' Gómez 27' Tellez 34' Amauda 38', 69', 85' |       |       | Ciudad de México rozhodčí: Crawford (Anglie) |

| 27. prosince 1953 |       |                                          |                                                   |
| Haiti             | 0 – 4 | Mexiko                                   | Port-au-Prince rozhodčí: Van Rosberg (Nizozemsko) |
|                   |       | Avalos 6' Lamadrid 15', 59' Balcazar 65' | Port-au-Prince rozhodčí: Van Rosberg (Nizozemsko) |

| 10. ledna 1954                            |       |     |                                                |
| Mexiko                                    | 4 – 0 | USA | Ciudad de México rozhodčí: Sunderland (Anglie) |
| Balcazar 5' Lamadrid 16', 47' Naranjo 63' |       |     | Ciudad de México rozhodčí: Sunderland (Anglie) |

| 14. ledna 1954                  |       |          |                                                          |
| Mexiko                          | 3 – 1 | USA      | Ciudad de México rozhodčí: Best (Spojené státy americké) |
| A. Torres 60', 89' Lamadrid 82' |       | Looby 6' | Ciudad de México rozhodčí: Best (Spojené státy americké) |

| 3. března 1954                   |       |                                    |                                                   |
| Haiti                            | 2 – 3 | USA                                | Port-au-Prince rozhodčí: Van Rosberg (Nizozemsko) |
| Ellie 60' (pen.) Gerard Haig 89' |       | Casey 20' Chachurian 42' Lobby 83' | Port-au-Prince rozhodčí: Van Rosberg (Nizozemsko) |

| 4. března 1954 |       |                           |                                                   |
| Haiti          | 0 – 3 | USA                       | Port-au-Prince rozhodčí: Van Rosberg (Nizozemsko) |
|                |       | Looby 22' 65' Mendoza 31' | Port-au-Prince rozhodčí: Van Rosberg (Nizozemsko) |

Mexiko se kvalifikovalo.

### Skupina 13
| Poř. | Tým         | B        | Z        | V        | R        | P        | VG       | IG       | +/-      |
| ---- | ----------- | -------- | -------- | -------- | -------- | -------- | -------- | -------- | -------- |
| 1    | Jižní Korea | 3        | 2        | 1        | 1        | 0        | 7        | 3        | +4       |
| 2    | Japonsko    | 1        | 2        | 0        | 1        | 1        | 3        | 7        | -4       |
| —    | Tchaj-wan   | odhlášen | odhlášen | odhlášen | odhlášen | odhlášen | odhlášen | odhlášen | odhlášen |

| 7. března 1954   |       |                                                                               |                                  |
| Japonsko         | 1 – 5 | Jižní Korea                                                                   | Tokio rozhodčí: Haran (Hongkong) |
| Ken Naganuma 16' |       | Chung Nam Sick 22' Choi Kwang Suk 34' Sung Nak Woon 65' Choi Jung Mih 82' 85' | Tokio rozhodčí: Haran (Hongkong) |

| 14. března 1954                      |       |                        |                                  |
| Jižní Korea                          | 2 – 2 | Japonsko               | Tokio rozhodčí: Haran (Hongkong) |
| Choi Nam Shik 20' Choi Kwang Suk 43' |       | Toshio Iwatani 17' 61' | Tokio rozhodčí: Haran (Hongkong) |

Jižní Korea se kvalifikovala.